# Oliarus zairensis
Oliarus zairensis är en insektsart som beskrevs av Van Stalle 1987. Oliarus zairensis ingår i släktet Oliarus och familjen kilstritar. Inga underarter finns listade i Catalogue of Life.